# 定海
定海（じょうかい、承保元年1月3日（1074年2月1日） - 久安5年4月12日（1149年5月20日））は、平安時代後期の真言宗の僧。俗姓は源で、村上源氏の出身。父は右大臣源顕房。藤原賢子（白河天皇中宮）・太政大臣源雅実・源師子（藤原忠実室）らの異母弟。三宝院大僧正・上生僧正とも称された。

## 略歴
幼くして従兄弟にあたる三宝院勝覚（左大臣源俊房の子）に師事する。康和3年（1101年）無量光院において伝法灌頂を受ける。永久4年（1116年）に第16代醍醐寺座主に就任し、上醍醐薬師堂の再建・東僧房の建立・清滝会（桜会）の創始など同寺の振興に尽力した。大治4年（1129年）5月、東大寺別当になる。翌大治5年正月、権少僧都になる。長承元年（1132年）閏4月に東寺長者となり、同年5月に権大僧都に昇った。保延元年（1135年）10月に権僧正になり、同3年正月に僧正になる。興福寺別当玄覚（藤原師実の子）を飛び越えてのこの人事に同寺の衆徒が反発して訴えを起こされ、一時僧正職を停止されたことがあった。保延4年10月に大僧正に昇進したが、これは醍醐寺の僧が大僧正に任ぜられた最初の例である。
彼は白河法皇・鳥羽法皇に関係する仏事を中心に数多くの仏事に招かれた。永久2年（1114年）11月の法勝寺新阿弥陀堂（蓮華蔵院）供養、大治2年（1127年）正月の円勝寺五重塔（中塔）供養、同5年7月の法勝寺九体新阿弥陀堂供養、長承元年3月の得長寿院供養、同3年4月の同院一字金輪堂供養などの法会に奉仕。孔雀経法を修すること数回に及んだ。
久安元年（1145年）諸職を辞し、同5年4月12日に76歳で入寂した。著書に『大治記』1巻・『保延記』1巻がある。また弟子に元海・一海らがいた。